# Krásná Lípa (Březová)
Krásná Lípa (německy Schönlind) je zaniklá obec v severozápadní části Slavkovského lesa v okrese Sokolov v Karlovarském kraji. Ležela přibližně 2,7 km jihovýchodně od Kostelní Břízy v nadmořské výšce okolo 650 m, podél silnice Kostelní Bříza – Lazy v místě odbočky cesty do zaniklé obce Ostrov (Verda). Pojmenování obce vycházelo z její polohy u mohutné lípy, která rostla a dodnes roste vedle cesty do Kostelní Břízy. Vedle ní stojí podstavec křížku. Český název Krásná Lípa dostala obec v roce 1923 doslovným počeštěním německého názvu Schönlind.
Krásná Lípa je také název dvou sousedících katastrálních území Krásná Lípa u Březové (město Březová) o výměře 6,07 km2  a Krásná Lípa u Rovné (obec Rovná) o rozloze 0,9 km2.

## Historie

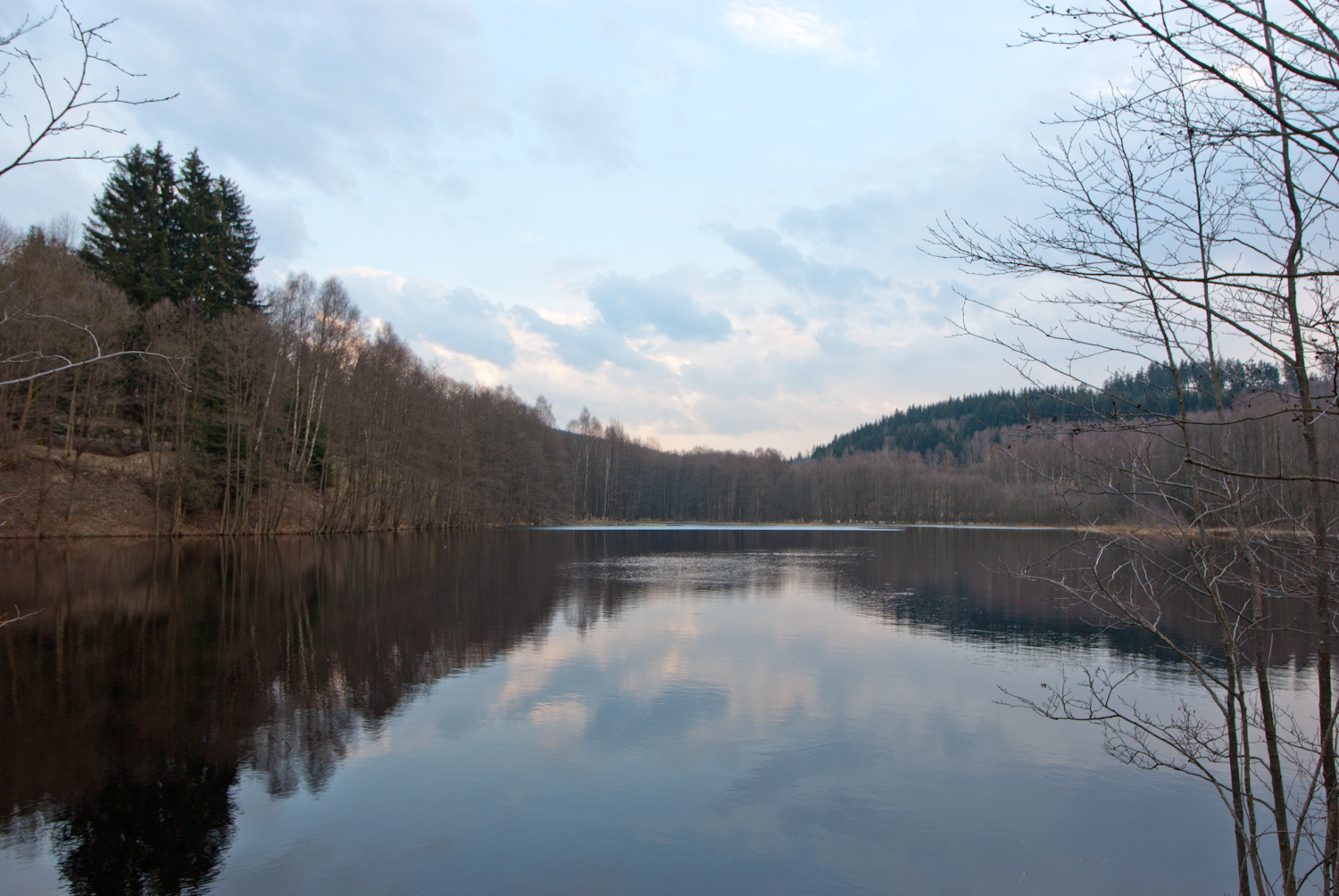
Vodárenská nádrž

Nejstarší písemný zápis o obci se objevuje v roce 1370 v seznamu leuchtenberských lén, kde se uvádí, že polovina obce patří bratrům Engelhartu, Wiezlinu, Humprechtovi a Jeroslovi z Kynžvartu a druhá Humprechtovi z Kynšperku. V roce 1525 je ve šlikovském urbáři uváděn jako vlastník obce Ermann Ferdinand ze Schönau.

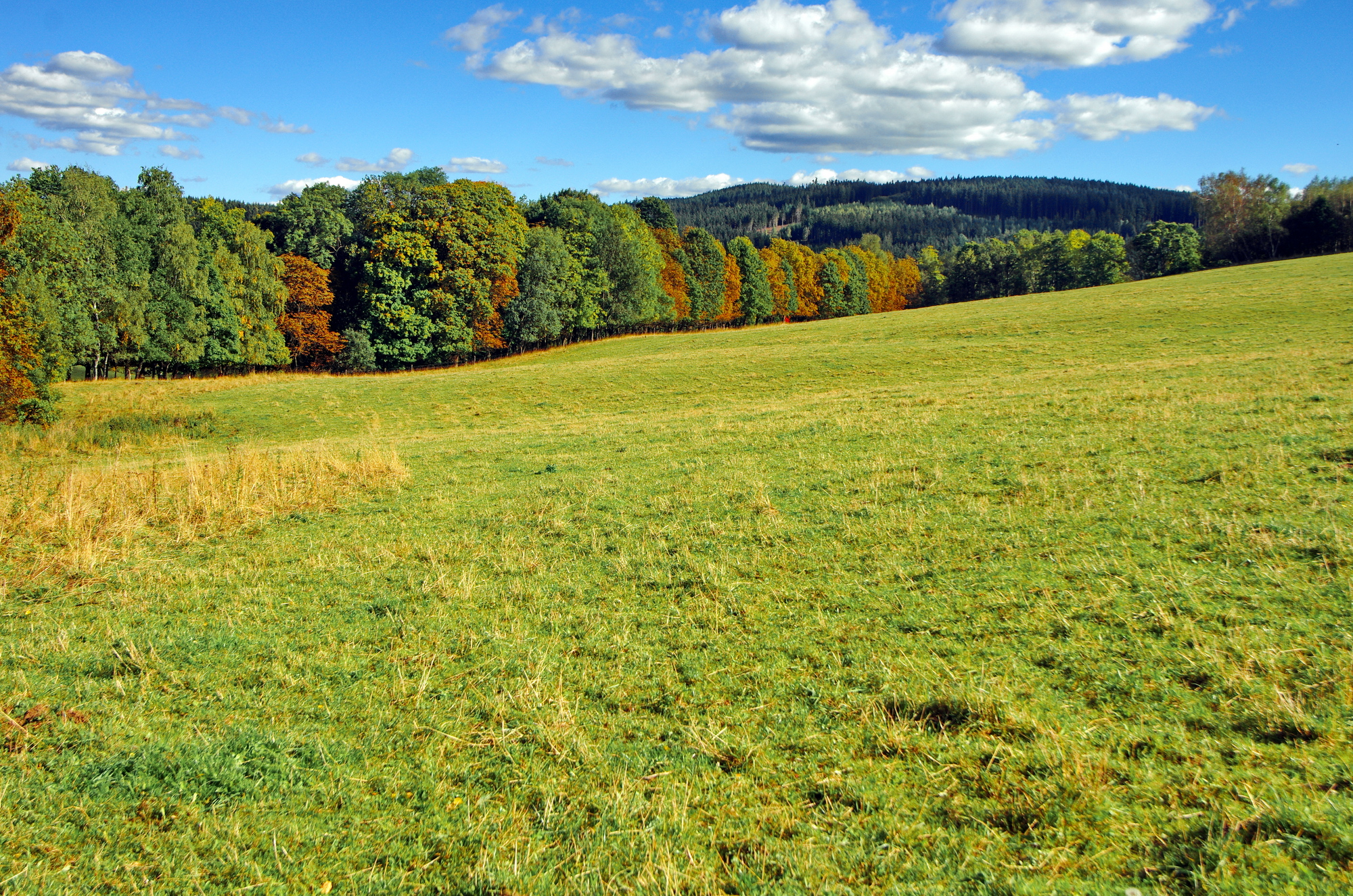
Alej nad zaniklou obcí

Dalším známým vlastníkem Albrecht Štampach. Štampachové postavili na východním okraji obce zámek. V průběhu 18. století uvádí obec 79 stavení. V roce 1810 získal obec podnikatel Jan David Stark, který nechal v roce 1826 postavit v Krásné Lípě železnou huť. Ta však pracovala jen do roku 1837 a v roce 1841 ji jako nefungující předal obci, která ji nechala přestavět na školu. V roce 1835 měla obec 98 domů, kde bydlelo 708 obyvatel, v roce 1847 žilo v obci 880 obyvatel. V roce 1850 se stala Krásná Lípa samostatnou obcí. V roce 1865 koupil okolí Kladské Oto Bedřich Schönburg-Waldenburg, který v 80. letech 19. století přikoupil Krásnou Lípu. Zámek v Krásné Lípě mu sloužil jako hospodářské zázemí.
Po skončení druhé světové války došlo k odsunu německého obyvatelstva a místo nich přišla armáda do nově vzniklého Vojenského výcvikového prostoru Prameny. Cvičné dělostřelecké střelby zničily celou obec, včetně zámku. Při opouštění vojenského prostoru v roce 1953 rozhrnuly vojenské buldozery rozvaliny budov i zámku. Ze zámku zůstaly pouze zavalené sklepy.
Z celé obce však zůstal zachován historický židovský hřbitov, který se nacházel mimo hlavní zástavbu zaniklé obce.
Zde je k vidění celkem 112 náhrobků, nejstarší s letopočtem 1724. Roku 1793 zde bylo podle soupisu židovských rodin Loketského kraje evidováno 20 rodin s počtem 107 osob, ovšem v roce 1910 zde žilo jen šest židů.
V blízkosti zaniklé Krásné Lípy byla na potoce Velká Libava postavena v roce 1962 vodárenská nádrž pro zásobování obce Rovná pitnou vodou. Voda však neměla potřebnou kvalitu pitné vody a nebyla vhodná pro dlouhodobé používání. To se vyřešilo připojením Rovné na páteřní vodovod od Kostelní Břízy a nádrž se pomalu zanáší bahnem.
Při údolní cestě do Lazů připomíná obec v ní nalezený, zrenovovaný a nově vztyčený křížek. Ve svahu u polní cesty do zaniklé osady Týmov se zachovala okrajová alej mohutných starých stromů, převážně javorů a kaštanů. V roce 2018 byla vyhlášena památným stromem stará lípa, pojmenovaná jako Lípa v Krásné Lípě, rostoucí ve svahu u staré úvozové cesty do Týmova.

## Obyvatelstvo
Při sčítání lidu v roce 1921 zde žilo 534 obyvatel, z toho jeden Čechoslovák a 533 Němců. K římskokatolické církvi se hlásilo 528 obyvatel, šest k izraelitské.
| Rok            | 1835 | 1847 | 1869 | 1900 | 1930 | 2011 |
| -------------- | ---- | ---- | ---- | ---- | ---- | ---- |
| Počet obyvatel | 708  | 880  | 736  | 634  | 517  | 0    |